# 니콜라스 랴자놉스키
니콜라스 랴자놉스키(Nicholas V. Riasanovsky, 1923년 12월 21일~ 2011년 5월 14일)는 미국의 역사학자이다. 캘리포니아 대학교 버클리의 교수로 오래 재직하였으며 은퇴 후에는 같은 대학의 명예 교수가 되었다. 러시아사와 관련한 여러 가지 책을 썼다.
그는 모스크바 대학교 교수인 발렌틴 랴자놉스키(Valentin A. Riasanovskii)의 아들로, 1942년에 오리건 대학교를 졸업했다. 1947년에는 하버드 대학교에서 석사를 받았으며, 1949년에는 옥스퍼드 대학교에서 박사를 받았다.
그의 가장 유명한 저작은 《러시아의 역사》이다. 이 책은 1963년에 처음 발간되었으며, 이후 자신의 학생이었던 마크 스타인버그(Mark D. Steinberg)와 함께 제7판까지 개정하였다. 이 책은 한국어로도 출간된 바 있다.

## 저서
- 제1권(고대~1800년) : 이길주 역, 까치글방, 1991년, ISBN 89-7291-163-1
- 제2권(1800년~1976년) : 김현택 역, 까치글방(까치), 1997년, ISBN 89-7291-164-X